# Johann Klepsch
Johann Klepsch (* 1. März 1894 in Wien; † 6. September 1968 ebenda) war ein österreichischer Polizist und SS-Führer.

## Leben
Klepsch war Sohn eines Eisenbahn-Oberinspektors. Er absolvierte die Volks- und Realschule und danach die Infanteriekadettenschule in seiner Heimatstadt. Er nahm als Soldat der Infanterie und später der Luftwaffe als Beobachter und Pilot mit der k.u.k. Armee durchgehend am Ersten Weltkrieg teil und erreichte 1916 den Rang eines Oberleutnants.
Nach Kriegsende trat Klepsch 1920 in den Polizeidienst ein und war am Flughafen Aspern beschäftigt. Nach dem „Anschluss Österreichs“ im März 1938 wechselte er zur Schutzpolizei und war im Rang eines Oberstleutnants in Wien und 1940 in Bremen eingesetzt. Im Februar 1941 kehrte er in seine Heimatstadt zurück und wurde Kommandeur der Schutzpolizeigruppe West in Wien. Während des Deutsch-Sowjetischen Krieges war er ab November 1941 Kommandeur der Ordnungspolizei (KdO) in Minsk beim Höheren SS- und Polizeiführer (HSSPF) Rußland-Mitte. Ihm unterstehende Einheiten der Ordnungspolizei waren im rückwärtigen Heeresgebiet Mitte an Judendeportationen, der Partisanenbekämpfung und der Verschickung von weißrussischen Zwangsarbeitern ins Deutsche Reich beteiligt. Klepsch, seit Mai 1938 Mitglied des NSKK und der NSV, trat zum 20. April 1943 der SS als Obersturmbannführer bei (SS-Nummer 458.051). Von August 1942 bis November 1944 war Klepsch KdO in Weißruthenien bzw. Riga und u. a. an dem Unternehmen Sumpffieber beteiligt, wo bei Einsätzen gegen Partisanen auch tausende Juden ermordet wurden. Er wurde zum 30. Januar 1945 zum SS-Oberführer ernannt. Nach der Rückkehr aus der Sowjetunion war er noch bei der Ordnungspolizei in Lübeck und Stuttgart eingesetzt.
Nach Kriegsende geriet Klepsch noch im Mai 1945 in amerikanische Internierung, aus der er im Februar 1947 entlassen wurde. Klepsch konnte in den Polizeidienst als Oberst der Bundespolizei zurückkehren. Gegen Klepsch wurde mehrmals u. a. im Zusammenhang mit dem Verfahrenskomplex Gewaltverbrechen von Angehörigen der Polizeibataillone in der besetzten Sowjetunion ermittelt, es kam jedoch zu keiner Verurteilung.
Klepsch wurde am Wiener Zentralfriedhof bestattet.